# Playa de El Bocal
La Playa del Bocal está situada en Monte, al norte del municipio de Santander, en la Comunidad Autónoma de Cantabria, España.
Relativamente aislada, puede accederse por coche, para lo que dispone de un reducido aparcamiento. Actualmente no tiene arena. Se sitúa junto al oceanográfico. 